# Daniel Fernández Melián
Daniel Fernández Melián (San Cristóbal de La Laguna, 26 de enero de 2008) es un futbolista español que juega como centrocampista en el CD Tenerife de la Segunda División.

## Trayectoria
Nacido en San Cristóbal de La Laguna, Santa Cruz de Tenerife, se une al fútbol base del CD Tenerife en 2011 a los 9 años de edad.Nacido en San Cristóbal de La Laguna, Santa Cruz de Tenerife, Islas Canarias, Fernández fue un juvenil del CD Tenerife. En abril de 2024 firmó un contrato profesional con el club, tras pasar un periodo apartado de la plantilla del Cadete previo a la renovación.[1]
Antes incluso de haber debutado con el filial, Fernández comenzó a entrenar con el primer equipo en mayo de 2024. 
El 2 de junio de 2024, hace su debut con el primer equipo tinerfeño, reemplazando a Enric Gallego en la victoria en casa por 2-1 en Segunda División sobre el Real Valladolid, con apenas 16 años y 128 días, se convirtió en el segundo más joven en debutar con el club, sólo detrás de Víctor Correa en 1984.
El 5 de octubre de 2024, anota su primer gol en la Segunda División en un encuentro frente al FC Cartagena.

### Selección nacional
El 18 de octubre de 2023, Fernández fue convocado por la Selección de España sub-16 para dos amistosos contra la Selección de fútbol sub-16 de Rumanía.

## Clubes
Actualizado al último partido disputado el 07 de octubre de 2024.
| Club            | País   | Año       | Partidos | Goles |
| --------------- | ------ | --------- | -------- | ----- |
| CD Tenerife "B" | España | 2024-act. | 3        | 0     |
| CD Tenerife     | España | 2024-act. | 4        | 1     |